# Johanna Bergdahl
Johanna Bergdahl, född den 8 juni 1990, är en svensk fäktare, som sedan 2009 tävlar för fäktningsklubben FFF i Stockholm. Ursprungligen kommer hon från Jönköping och tävlade tidigare för fäktklubben A6 Fäktning, där hon i huvudsak fick sin fäktskolning genom sin pappa Johan Bergdahl. Hon började fäktas 1999. Bland hennes meriter ingår 4 JSM-guld, 2 SM-guld, 7 världscupsmedaljer, guld och silver i junior-EM samt ett brons och ett guld i junior-VM, det sistnämnda från 2010 då hon vann JVM i Baku. För närvarande studerar hon sedan hösten 2010 juridik på Stockholms universitet.

### Fotnoter
1. ↑  ”Johanna Bergdahl fäktas för VM-guld”. sverigesradio.se. http://sverigesradio.se/sida/artikel.aspx?programid=91&artikel=5611464. Läst 30 oktober 2014.
2. ↑  ”Johanna Bergdahl”. fencing.se. http://www.fencing.se/aktuellt/vm-deltagare-2007/johanna-bergdahl/. Läst 30 oktober 2014.
3. ↑  ”VM-guld till Johanna!”. fencing.se. 5 april 2010. Arkiverad från originalet den 25 augusti 2010. https://web.archive.org/web/20100825073515/http://www.fencing.se/resultat/vm-guld-till-johanna/. Läst 2 april 2012.
4. ↑  ”Johanna Bergdahl uttagen till Universiaden”. jnytt.se. Arkiverad från originalet den 30 oktober 2014. https://web.archive.org/web/20141030201120/http://www.jnytt.se/johanna-bergdahl-uttagen-till-universiaden. Läst 30 oktober 2014.